# 祁禄山镇
祁禄山镇，是中华人民共和国江西省赣州市于都县下辖的一个乡镇级行政单位。

## 行政区划
祁禄山镇下辖以下地区：
新圩社区、荷树岭社区、塅水村、金沙村、井前村、上岭岗村、畚岭村、坑溪村、邓屋村、马岭村、水坞村、嵊背村和横垅村。